# گندمه

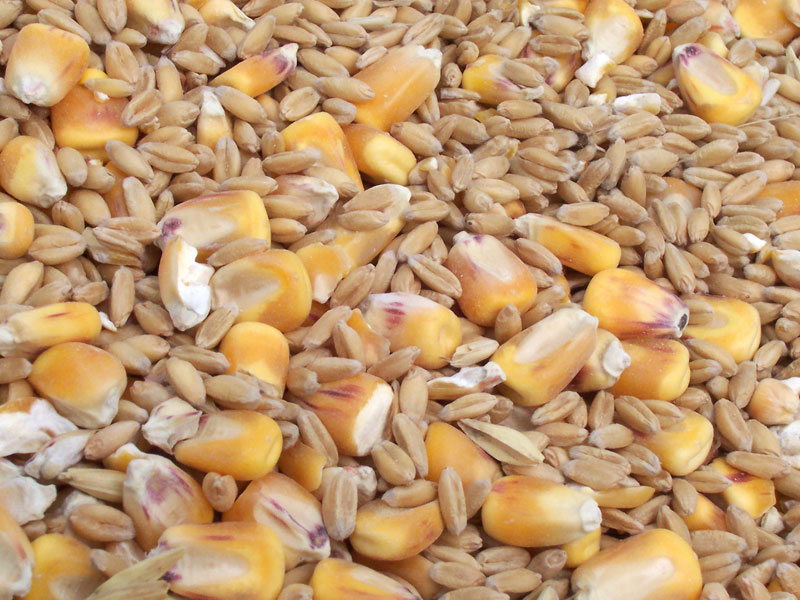
انواع گندمه.

میوهٔ خشک و ناشکوفا و  یکدانه‌ای در گندمیان که پوستهٔ آن به دانه چسبیده است را گَندُمه (انگلیسی: Caryopsis) می‌گویند.
دانه غلات، میوه خشک و تک‌بذری است که در اصطلاح به این نوع میوه گندمه و به زبان عامیانه غله یا دانه می‌گویند. به طور کلی دانه غلات شامل پوسته میوه با چندین غشای خارجی است که به سختی به پوست دانه چسبیده است. بیرونی‌ترین لایه پوسته میوه پوست‌دانه (پریکارپ) و لایه زیرین آن آلورن نام دارند. دانه غلات همچنین دو قسمت دیگر به نام‌های گیاهک (جنین) و آردینه (آندوسپرم) دارد. به مجموع غشای پوست‌دانه، لایه آلورن و گیاهک که در مرحله تهیه آرد از دانه غلات جدا می‌شوند، سبوس گفته می‌شود.